# 唐河 (沱河)
唐河，位于安徽省北部，是沱河左岸支流。原发源于河南省废黄河南侧，亦称“南股河”，曾是黄河的一条分洪道，经20世纪六七十年代治理后，上游被截走。今唐河发源于安徽省宿州市埇桥区灰古镇南，东流至蒿沟乡境向东北流，至灵璧县折向东南流，至罗庄左岸分出一支汇入新濉河，唐河主干继续东南流至泗县西部长沟镇境内的唐河地下涵穿过新汴河，最后于泗县南部丁湖镇樊集村南汇入沱河。全长94公里，流域面积1444公里。途纳新河、北沱河等支流。